# Bayasanghori Shâhnâmeh
Le Bayasanghori Shâhnâmeh ou Livre des rois de Bayasanghor est un ancien manuscrit illustré contenant le texte du Shâh Nâmeh et exécuté en 1430 pour le prince Baysunghur Ier, petit-fils de Tamerlan. Le manuscrit, décoré de 21 miniatures, est conservé au musée du Palais du Golestan à Téhéran (Ms. 712). 

## Histoire du manuscrit
Le colophon indique que l'ouvrage, commandé en 1426, a été achevé le 30 janvier 1430. Il a été commandé par Baysunghur Ier, prince timouride, fils de Shahrokh, lui-même fils de Tamerlan, connu pour son goût pour les arts et sa bibliophilie. Il est rédigé par le calligraphe Maulana Ja'far Baysunghuri et une note indique le nom de deux peintres : Mulla ʿAlī et Amīr Ḵalīl. La reliure a été réalisée par Mawlānā Qīām-al-Dīn. Il s'agit de l'un des plus anciens et plus complets manuscrits illustrés du Shâh Nâmeh. Il est conservé aujourd'hui au musée du Palais du Golestan à Téhéran (Ms. 712).

## Description
Le manuscrit est composé de 700 pages représentant entre 58000 et 60000 distiques écrits en Nastaliq. Ils sont écrits en 6 colonnes et 31 lignes. Le texte n'a pas été copié d'un seul manuscrit mais constitué à partir de plusieurs sources. La langue a été modernisée et des versets ont été ajoutés par rapport aux versions précédentes. L'introduction, qui présente le poème et son auteur, contient notamment des erreurs au sujet de personnages historiques. 
Le grand intérêt du manuscrit réside surtout sa décoration. L'écriture est rédigée à plusieurs reprises à l'encre d'or. Les premières pages de l'introduction, ainsi que les premières et dernières pages du texte lui-même sont entourées de marges décorées. Le titre de l'ouvrage et le nom de son propriétaire sont inscrits dans un grand médaillon calligraphié placé en début de volume. Il est décoré de 21 miniatures qui illustrent le texte, réalisées par des peintres de l'école d'Hérat, en pleine page ou sur une demi-page, et une pleine double page en introduction. Elles contiennent des représentations réalistes de palais, richement décorés, entourés de paysages merveilleux. De nombreux animaux sont représentés, utilisant des couleurs comme le rouge, le vert, le marron, le noir et le blanc, ainsi que l'or.

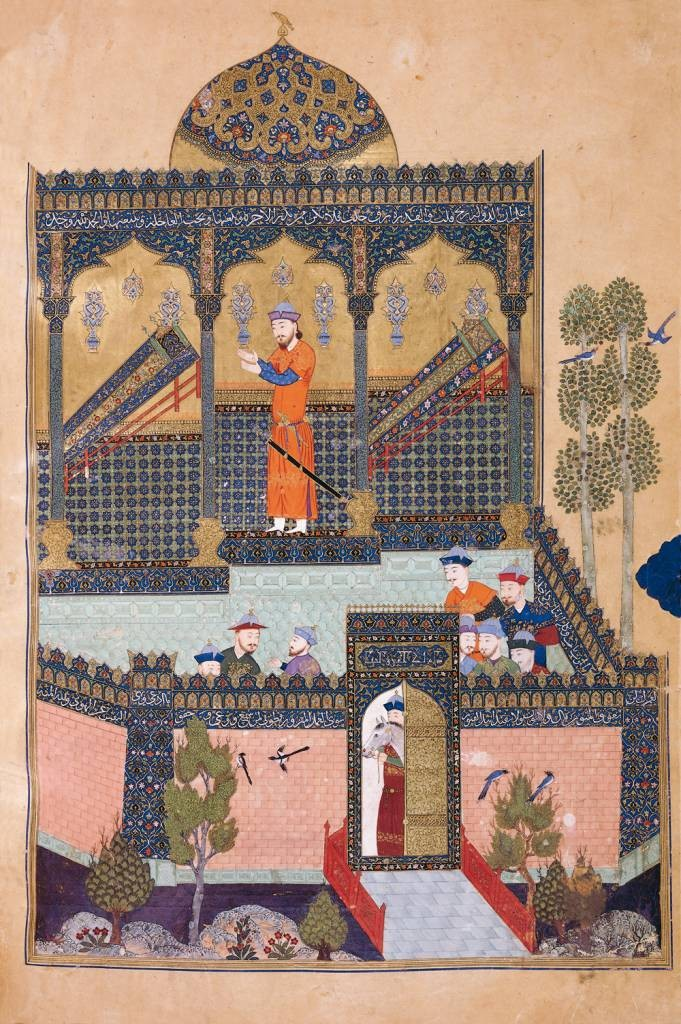
Faramarz transporte les corps de Rustam et Zavara au Zaboulistant, p.429
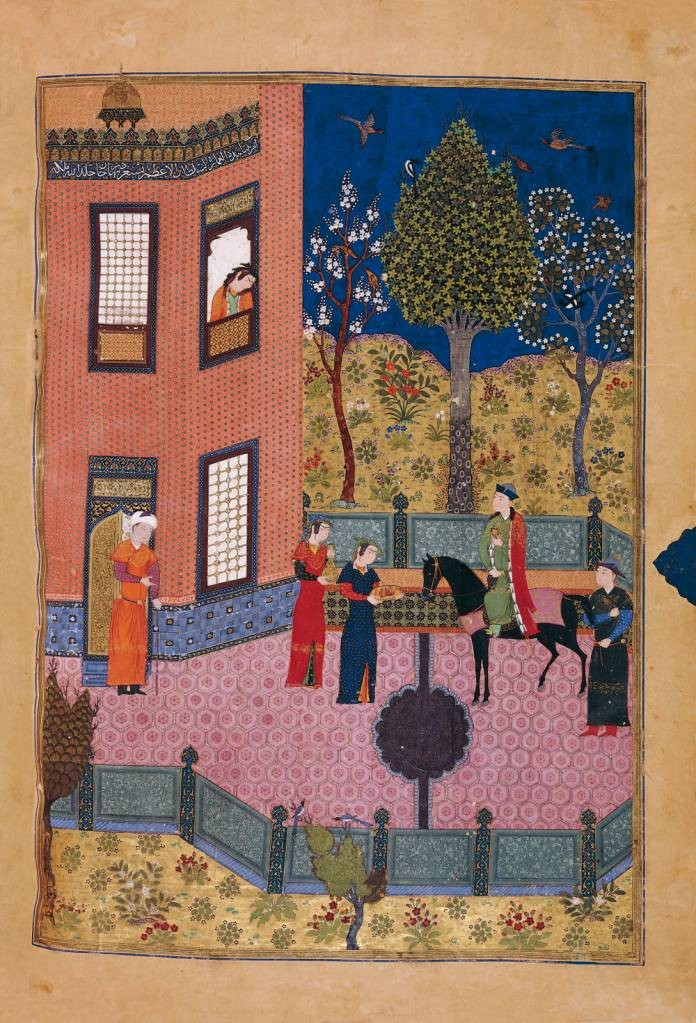
Gulnar voit Ardashir et tombe amoureuse de lui, p.469
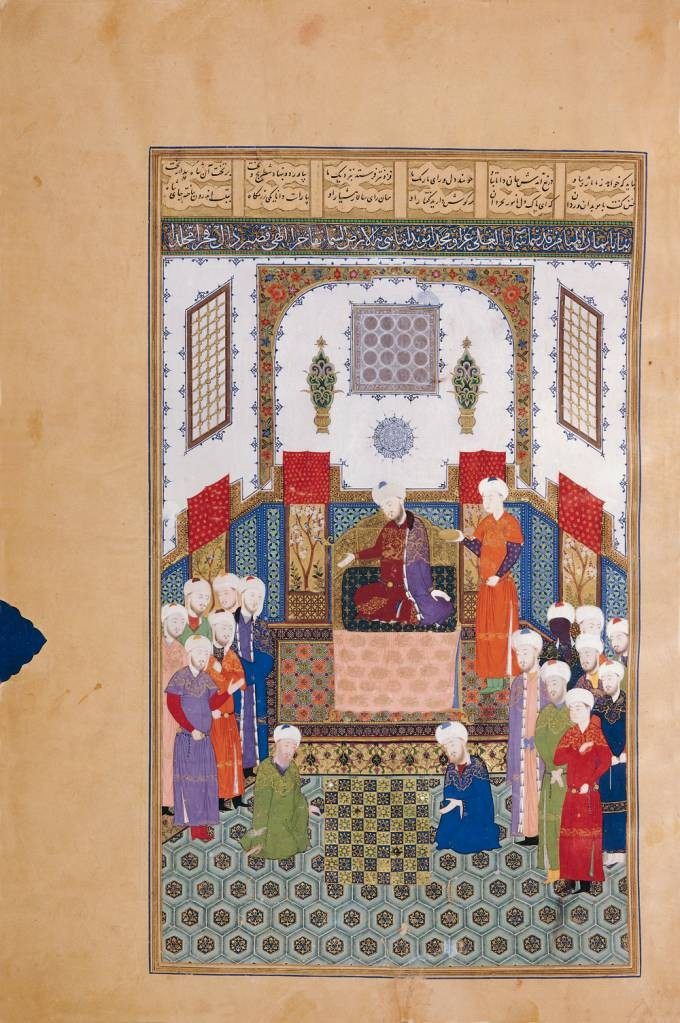
Buzurjmihr montre comment on joue aux échecs, p.572

La miniature de frontispice, placée sur une double page, représente une scène de chasse royale, avec une composition très organisée mettant en scène les animaux, les courtisans, des suiveurs et des musiciens. Le prince est représenté sous un parasol en haut à droite de la scène, peut-être un portrait de Bayasanghor. Le nombre de miniatures dans le manuscrit n'est pas très important, en comparaison avec d'autres grands manuscrits impériaux, comme le Shâh Nâmeh Demotte (180 miniatures) ou le Grand Shah Nameh de Shah Tahmasp (258). Elles reprennent de nombreux motifs déjà présents dans d'autres manuscrits peints à l'époque timouride. 